# Сьєрра-де-Сан-Франциско
17°29′00″ пн. ш. 92°02′59″ зх. д. / 17.48333333° пн. ш. 92.04972222° зх. д.
Сьєрра-де-Сан-Франциско — гірський хребет у муніципалітеті Мулеге в північному регіоні штату Нижня Каліфорнія, на північному заході Мексики.

## Географія
Сьєрра-де-Сан-Франциско простягається на східній стороні півострова Нижня Каліфорнія, на північ від міста Сан-Ігнасіо. Це частина системи півостровних хребтів, яка простягається від Південної Каліфорнії до південного краю півострова Нижня Каліфорнія.

## Історія
У горах віднайдено доісторичні наскельні малюнки народу Кочімі, також відомі як наскельні малюнки Сьєрра-де-Сан-Франциско.

## Природнича історія
Сьєрра-де-Сан-Франциско входить до складу біосферного заповідника Ель-Віскаїно. Рослинність, знайдена в хребті Сьєрра-де-Сан-Франциско, належить до екорегіону пустелі Нижня Каліфорнія. Примітним деревом тут є слонове дерево (Bursera microphylla).